# Asturie
Asturské knížectví (španělsky Principado de Asturias, astursky Principau d'Asturies), zkráceně Asturie (španělsky Asturias, astursky Asturies), je historické území rozkládající se na severu Španělska při Biskajském zálivu. Asturie je jedno ze 17 autonomních společenství a zároveň jedna z provincií Španělského království. Metropolí Asturie je Oviedo, ovšem největším městem regionu je přístav Gijón.
Úředním jazykem Asturie je španělština. Asturština, mateřský jazyk 18 % obyvatel Asturie, nemá oficiální status, je však uznáván místními úřady a vyučován ve školách. Na západě knížectví asturské dialekty plynule přecházejí do galicijštiny.
Asturie patřila v době arabské nadvlády k posledním baštám křesťanství ve Španělsku. Pro tento její historický význam má následník španělského trůnu automaticky titul asturského knížete.

## Historie

### Od starověku do zániku Vizigótské říše
Ve starověku bylo území osídleno Astury (odtud jméno), kteří dlouho kladli odpor římské expanzi. Teprve v letech 25–19 př. n. l. byla Asturie zpacifikována a začleněna do provincie Hispánie Tarraconensis. V 5. století se stala součástí Suébské, posléze v 6. století Vizigótské říše. Území Asturie odolalo náporů Arabů na počátku 8. století, uchýlili se sem uprchlíci z celého poloostrova a území se stalo ohniskem pozdější reconquisty.

### Od vzniku Království Asturie do 19. století

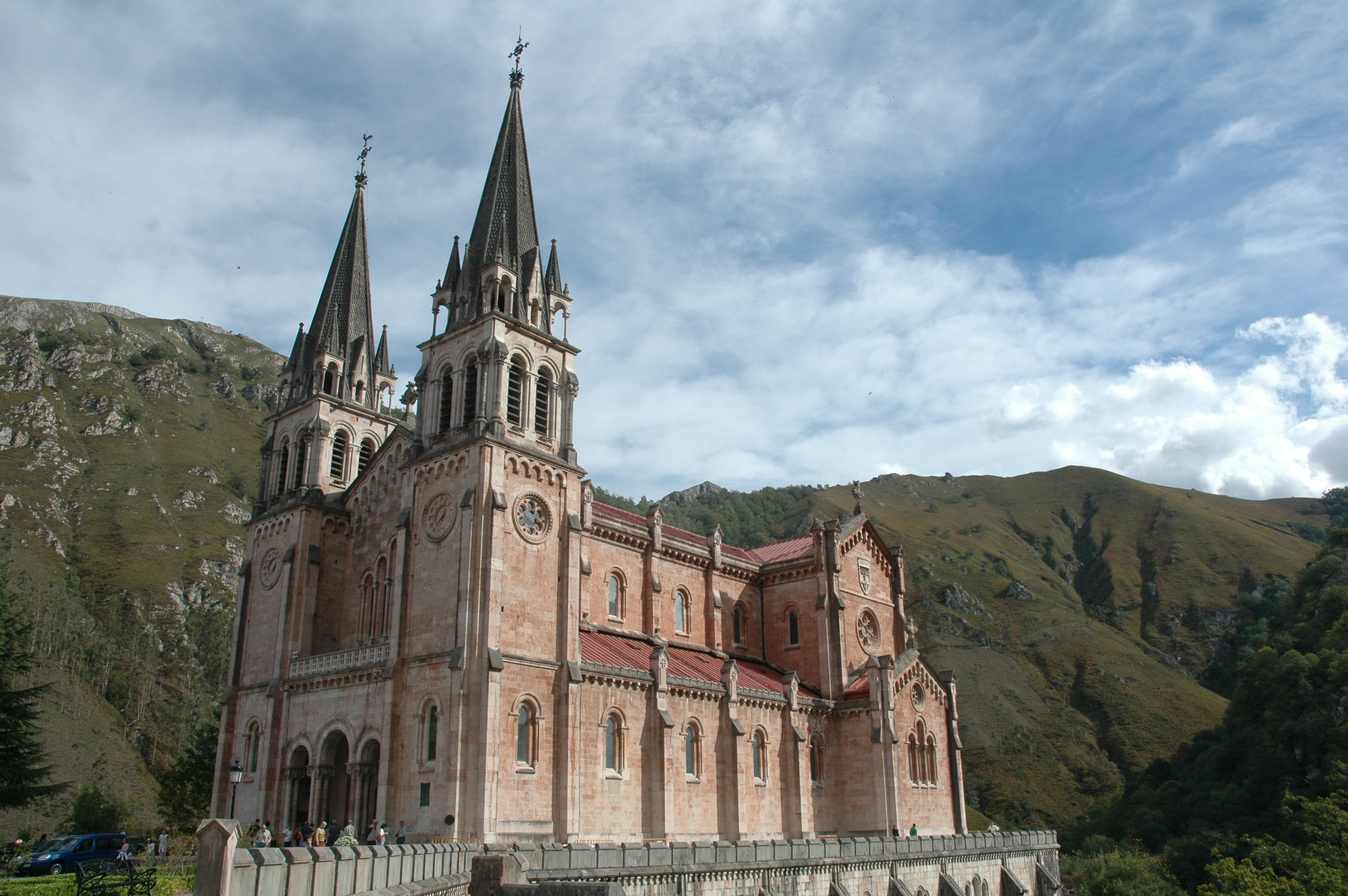
Covadonga. Chrám Panny Marie v místě, kde byli roku 722 poraženi Arabové

Po úspěšném povstání proti maurskému guvernérovi oblasti, v jehož čele stál vizigótský velmož Pelayo, tu vzniklo roku 718 království Asturie, jehož prvním králem se stal právě Pelayo. Tento státní útvar zahrnující i území dnešní Kantábrie postupně dobyl území Galicie a od roku 814 se označoval jako království Asturie a Galicie. Spolu s expanzí na jih získával na významu León, který se stal roku 913 hlavním městem nového útvaru Království Asturie-León. Od roku 924 byla Asturie už jen součástí Leónu. Později se východních oblastí (Kantábrie) zmocnila Kastilie. Po sloučení Kastilie a Leónu, byla Asturie omezená na úzký pruh pobřeží, jmenována knížectvím. Význam Asturie pro začátky reconquisty jí však až do 19. století zaručoval řadu výsad (v letech 1338–1823 měl následník v Kastilii, a posléze ve Španělsku titul prince asturského). Poté bylo 30. listopadu 1833 knížectví Asturie zrušeno a území se stalo provincií Oviedo se stejnojmenným centrem.
Podle federalistické ústavy První španělské republiky se měla stát Asturie jedním ze 17 autonomních spolkových států této federativní republiky, což však kvůli kolapsu republiky nakonec nebylo realizováno.

### Od 20. století do současnosti
Ve 20. letech 20. století zesílilo hnutí za autonomii a Asturie se stalo oporou levicového hnutí ve Španělsku (ozbrojené povstání 1934, po tuhém odporu dobyta generálem Francem v letech 1936–1937). Po pádu Francova diktátorského režimu a obnovení demokracie ve Španělsku získala Asturie roku 1978 rozsáhlou autonomii, což bylo 11. ledna 1982 potvrzeno schválením jejího autonomního statutu. Současně se získáním autonomie byla provincie Oviedo přejmenována na Asturii. V závěru 20. století se začal výrazněji rozvíjet turistický ruch.

## Symboly

### Vlajka
Asturská vlajka je tvořena modrým listem o poměru stran 2:3 s uprostřed umístěným zjednodušeným křížem ze štítu asturského znaku.

### Hymna
Asturská hymna je skladba Asturias, patria querida (česky Asturie, moje drahá vlast). Píseň existuje ve dvou jazykových verzích: španělské (kastilské) a asturské. Slova hymny napsal Ignacio Piñeiro.

## Geografie
Asturie je velice hornatá země rozprostírající se mezi Biskajským zálivem na severu a Kantaberským pohořím na jihu. Na západě hraničí s autonomním společenstvím Galicie, na jihu s autonomním společenstvím Kastilie a León, a na východě s autonomním společenstvím Kantábrie.
Na pomezí Asturie, Kantábrie a provincie León se nachází národní park Picos de Europa. Mimo něj se na území Asturie nachází i další chráněná území: Muniellos, Somiedo, Redes.
V celé zemi panuje oceánické podnebí.
Osídlení se soustředí především v údolích ve střední části, jakož i v pobřežních oblastech, zatímco
střední nadmořské výšky a vysokohorské oblasti jsou jen řídce osídleny.

## Administrativní členění a města
Asturie je rozdělena na 78 obcí, které se zde však na rozdíl od zbytku Španělska nenazývají municipios, nýbrž consejos. Nejlidnatějšími z nich jsou:
- Oviedo (ast. Uviéu) – metropole Asturie a její druhé největší město.
- Gijón (ast. Xixón) – největší město Asturie a důležitý přístav založený už v období Římské říše.
- Avilés – třetí největší asturské město s jedním z nejstarších známek osídlení v oblasti Asturie a Kantábrie.

## Předsedové vlád Asturie
- Rafael Luis Fernández Álvarez (PSOE) 1978 – červen 1983
- Pedro de Silva Cienfuegos-Jovellanos (PSOE) červen 1983 – 1991
- Juan Luis Rodríguez-Vigil Rubio (PSOE) 1991 – 1993
- Antonio Trevín Lombán (PSOE) 1993 – 14. července 1995
- Sergio Marqués Fernández (PP) 14. července 1995 – 20. července 1999
- Vicente Álvarez Areces (PSOE) 20. července 1999 – 2011
- Francisco Álvarez-Cascos Fernández (FAC) od 2011

## Ekonomika Asturie
Od konce 60. let 20. století došlo v Asturii k ekonomickému poklesu. Během posledních 40 let zůstává tempo ekonomického růstu Asturie pod celošpanělským průměrem. Tento pokles je způsoben krizí tradičních hospodářských odvětví, na nichž byla ve 20. století založena ekonomika knížectví.
Tradičním hospodářským odvětvím Asturie bylo horské zemědělství. Na horských pastvinách se pásly krávy, od nichž se získávalo mléko. V horách se také nacházela bohatá ložiska kamenného uhlí. V poslední době sice nemůže asturské uhlí konkurovat dovozům ze států mimo EU, přesto je podporováno subvencemi. Nejdůležitější důlní společností je státní podnik Hunosa. Významný byl také ocelářský průmysl, ovládaný státním podnikem Ensidesa. Potíže s konkurencí zahraničního dovozu vedly k problémové restrukturalizaci, proti které se silně stávkovalo. Ocelářský průmysl byl zprivatizován roku 1997.

### Doprava
Dopravní infrastruktura Asturie je soustředěna v centrální aglomeraci, zatímco v okrajových částech je velmi řídká. Poblíž Avilés se nachází mezinárodní letiště Asturias, v Gijónu funguje důležitý námořní přístav. Klasickou dálnicí je Asturie spojena s Leónem, rychlostními komunikacemi (autovía) pak s Kantábrií a Galicií.
Jediná železnice iberského rozchodu vede z Asturie přes Kantaberské pohoří do Leónu a zajišťuje především rychlé spojení s Madridem. Úzkorozchodná železnice FEVE míří do Santanderu a Ferrolu. V okolí tří největších měst funguje spletitá síť příměstské dopravy na obou rozchodech kolejí.

## Zajímavosti
V této oblasti se také nacházejí významné paleontologické lokality z období druhohorní jury, v nichž jsou nacházeny fosilie dinosaurů a dalších druhohorních obratlovců (zejména ale mořských bezobratlých). Jedna z těchto oblastí je nazývána "Jurským pobřežím".